# 谢夏农村居民点
谢夏农村居民点（俄语：Сещинское сельское поселение）是俄罗斯联邦布良斯克州杜布罗夫卡区所属的一个农村居民点。其下辖有19个居民点，行政中心为谢夏。据2015年统计，该农村居民点的人口为5373人。